# Bejeweled
Bejeweled (с англ. — «Украшенный драгоценными камнями», читается как «Биджувэлд») — серия игр жанра «3-в-ряд», созданная компанией PopCap Games и распространяемая Electronic Arts после приобретения первой в 2011 году. Впервые вышла на свет в ноябре 2000 года как браузерная игра на Java-платформе под названием Diamond Mine. Всего выпущено 5 игр для ПК (Bejeweled Deluxe, 2 Deluxe, Twist, 3 и Blitz) и каждая из них отличается по-своему: в одной, составляя несколько кристаллов, получаешь Огненный кристалл, в другой — Звёздный; в Twist перемещать можно только четыре кристалла по часовой стрелке, и пр.

## Цель игры
Установленной цели в этой серии игр, как и в других играх жанра «три в ряд», нет. Главное — набрать как можно больше очков до истечения времени или траты ходов.

## Выпущенные игры

### PopCap Games
Bejeweled является одной из первых игр, разработанной Джейсоном Капалкой. Сперва она носила название «Diamond Mine» (с англ. — «Алмазная шахта») и была обычной браузерной игрой на платформе Java.

#### Bejeweled Deluxe
Игра была выпущена 30 мая 2001 года и она является первой полноценной игрой на ПК, выпущенной PopCap. В ней имеется 2 игровых режима: Классический (Classic) и Действие (Action). Первый режим свойственен многим играм жанра "3-в-ряд": нужно сложить вместе три или более кристалла одного цвета в линию, T- или L-образную форму так, чтобы было возможно совершить ещё ходы в будущем, иначе игра закончится. Во втором режиме стратегия неважна — нужно лишь пройти уровень, полностью заполнив шкалу, которая при длительном отсутствии ходов уменьшается.
В игре сохраняются офлайн-рекорды с первоначально несуществующими результатами, начиная от 500 очков. Для сохранения необходимо ввести своё имя или никнейм.

#### Bejeweled 2 Deluxe
Вторая игра из серии Bejeweled, вышедшая на свет 5 ноября 2004 года. В этой игре есть 4 основных режима игры:
- Классический (Classic);
- Действие (Action);
- Паззл (Puzzle);
- Бесконечный (Endless).

Первые два схожи с её предшественником. В третьем режиме нужно решить головоломки путём складывания кристаллов одного цвета воедино, а в последнем — классическая игра без ограничений.
В этой игре также присутствуют и секретные режимы игры:
- Сумерки (Twilight, открывается при прохождении 17 уровней в Classic);
- Гипер (Hyper, открывается при прохождении 8-ми уровней в Action);
- Когнито (Cognito, открывается при решении абсолютно всех головоломок (всего их 80, по 5 в каждом этапе) в режиме Puzzle);
- Конечность (Finity, открывается при прохождении 280 уровня на ПК или 11-го на PlayStation в режиме Endless)

и режим, который отсутствует на главном экране (Оригинальный). В него следует попасть, проведя курсором по режимам Classic, Action, Endless и Puzzle соответственно в течение пяти раз.
В Bejeweled 2 впервые появились специальные кристаллы:
- Звёздный (Star Gem) при образовании линии из 4 кристаллов, T- или L-образной формы, уничтожает окружающие его кристаллы;
- Гиперкуб (Hypercube) при образовании линии из 5 и более кристаллов одного цвета, уничтожает все кристаллы одного цвета.

В игре также присутствует система сохранения рекордов в самой игре. Ввод имени проходит при первом запуске игры с возможностью переименования и добавления других участников до 5 человек.

#### Bejeweled Twist
Третья игра из серии Bejeweled, выпущенная 27 октября 2008 года, имеет обновлённый стиль кристаллов и управление в отличие от её предшественников Bejeweled Deluxe и 2 Deluxe. В этой игре сразу доступны 2 режима игры:
- Классический (Classic);
- Дзен (Zen), схожий на Endless из Bejeweled 2.

В режиме Дзен проиграть никак нельзя. 
В отличие от первых и последующих частей (Bejeweled Twist — единственная игра от PopCap с таким стилем управления) нужно не перемещать кристалл в сторону, а «вращать» четыре кристалла по часовой стрелке. Это единственная игра из серии, выпущенная корпорацией.
Bejeweled Twist — первая игра из серии, в которой появились ранги. Чтобы увеличить ранг, нужно пройти уровень в Classic или Zen и в зависимости от уровня будет выдано от одной до нескольких звёзд.
Помимо этих двух режимов можно открыть ещё столько же:
- Испытание (Challenge), при достижении ранга Rotator в любом открытом уровне;
- Блиц (Blitz), при достижении 10-го уровня в Classic.

В игре также присутствуют специальные кристаллы, часть из которых осталась уникальной только для неё:
- Пламенный (Flame Gem), взрывает окружающие его кристаллы, появляется при образовании линии из четырёх кристаллов, T- или L-образной формы;
- Кристалл Молнии (Lightning Gem), уничтожает кристаллы по сторонам, появляется при образовании линии из пяти кристаллов;
- Сверхновый (Supernova Gem), является смесью двух предыдущих (уничтожает кристаллы по сторонам в трёх местах), появляется при образовании линии из шести кристаллов;
- Кристалл-«Бомба» (Bomb Gem), при достижении нуля заканчивает игру, появляется случайно;
- Кристалл смерти (Doom Gem), появляется в случайных местах поля и также завершает игру;
- Кристалл-замок (Lock Gem), блокирует ход вокруг этого камня, никакой опасности не представляет, лишь усложняет игру.

#### Bejeweled 3
Финальная игра компании Pop-Cap для ПК. Вышла 7 декабря 2010 года во многих популярных платформах, начиная с компьютеров и заканчивая смартфонами. Для игровых консолей и версий, приобретённых в Steam и Origin, впервые добавлена рейтинговая система, по которой друзья, также приобретшие на определённой платформе, будь то PlayStation Network или Xbox Live, эту игру могли видеть результаты других игроков, которые также добавлены в друзья.
Всего игровых режимов 8:
- Классический (Classic). Типичный режим для всех версий Bejeweled, в котором нужно набрать наибольшее количество очков по окончании ходов.
  - Покер (Poker). Открывается при прохождении 4-х уровней Классического режима. Главная задача — набрать комбинации с наибольшим количеством кристаллов одного цвета в колоде по 5 "карт". В зависимости от количества таковых накапливаются очки, начиная от 2 500 и заканчивая 50 000. Больше очков добавляется при образовании специальных кристаллов.
- Дзен (Zen). Бесконечный режим без окончания ходов. От предыдущих версий отличается наличием звуковых эффектов во время игры, таких как звуки дождя, пение птиц и подобные, мотивационных фраз на панели прогресса, находящейся под основным полем, бинауральными звуками и контролем дыхания с регулировкой скорости.
- Молния (Lightning). Режим с ограничением времени в 1 минуту с возможностью восстановления времени от нескольких секунд до полной минуты с помощью специальных кристаллов.
- Квест (Quest). Мини-задания, суть которых выполнить для того, чтобы восстановить реликвии, коих всего 5. Первоначально доступна только одна (питьевой кубок), но при завершении половины данных заданий открывается следующая, при этом пройденная половина обретает новый вид, напоминающий серебряное покрытие. По завершении всех мини-заданий обретает золотистый цвет. Всего таких заданий 40. (По 8 у каждой реликвии.) По завершении абсолютно всех мини-заданий появляется анимация с фейерверками, образующими форму кристаллов (ук-ть цвета) и короны в конце с прогрессом прохождения (100%) и надписью QUEST MODE COMPLETED (РЕЖИМ "КВЕСТ" ЗАВЕРШЁН). После чего игрок автоматически возвращается на экран выбора режимов.

## Популярность
К десятилетию Bejeweled PopCap объявила о 50 млн проданных копий по всему миру, благодаря чему серия игр вошла в десятку самых продаваемых игр всех времён. Также в сообществе по этой игре некоторые энтузиасты изменяли фотографии и редактировали файлы в игре во второй версии, создавая уникальный дизайн (например, стилизация под Bejeweled 3), или даже разрабатывали собственную игру (одна из таких — Dijeweled Remastered, которая разрабатывается и по сей день).